# Ligue de diamant 2011 - 400 m haies masculin
L'épreuve du 400 mètres haies masculin de la Ligue de diamant 2011 se déroule du 6 mai au 16 septembre 2011. La compétition fait successivement étape à Doha, Rome, New York, Lausanne, Birmingham et Monaco, la finale ayant lieu à Bruxelles peu après les Championnats du monde de Daegu.

## Calendrier
| Date              | Meeting                         | Ville      | Pays        |
| ----------------- | ------------------------------- | ---------- | ----------- |
| 6 mai 2011        | Qatar Athletic Super Grand Prix | Doha       | Qatar       |
| 26 mai 2011       | Golden Gala                     | Rome       | Italie      |
| 11 juin 2011      | Meeting de New York             | New York   | États-Unis  |
| 30 juin 2011      | Athletissima                    | Lausanne   | Suisse      |
| 10 juillet 2011   | Aviva Birmingham Grand Prix     | Birmingham | Royaume-Uni |
| 22 juillet 2011   | Meeting Herculis                | Monaco     | Monaco      |
| 16 septembre 2011 | Mémorial Van Damme              | Bruxelles  | Belgique    |

## Résultats
| Date | Meeting    | 1er                        | 1er   | 2e                        | 2e    | 3e                            | 3e    |
| --- | ---------- | -------------------------- | ----- | ------------------------- | ----- | ----------------------------- | ----- |
| 6 mai 2011 | Doha       | L.J. Van Zyl 48 s 11       | 4 pts | Cornel Fredericks 48 s 43 | 2 pts | Bershawn Jackson 48 s 44 (SB) | 1 pt  |
| 26 mai 2011 | Rome       | L.J. Van Zyl 47 s 91       | 4 pts | David Greene 48 s 24      | 2 pts | Angelo Taylor 48 s 66 (SB)    | 1 pt  |
| 11 juin 2011 | New York   | Javier Culson 48 s 50 (SB) | 4 pts | Bershawn Jackson 48 s 55  | 2 pts | David Greene 49 s 07          | 1 pt  |
| 30 juin 2011 | Lausanne   | David Greene 48 s 41       | 4 pts | Javier Culson 48 s 73     | 2 pts | Justin Gaymon 49 s 21         | 1 pt  |
| 10 juillet 2011 | Birmingham | David Greene 48 s 20 (SB)  | 4 pts | Bershawn Jackson 48 s 22  | 2 pts | Javier Culson 48 s 34 (SB)    | 1 pt  |
| 22 juillet 2011 | Monaco     | Angelo Taylor 47 s 97      | 4 pts | Bershawn Jackson 48 s 22  | 2 pts | David Greene 48 s 43          | 1 pt  |
| 16 septembre 2011 | Bruxelles  | Javier Culson 48 s 32 (SB) | 8 pts | David Greene 48 s 78      | 4 pts | Cornel Fredericks 48 s 96     | 2 pts |
| Records et Performances - AR : Record continental (area record) - CR : Record des championnats (championship record) - MR : Record du meeting (meet record) - NR : Record national (national record) - OR : Record olympique (olympic record) - PR : Record paralympique (paralympic record) - PB : Record personnel (personal best) - SB : Meilleure performance personnelle de la saison (season's best) - WL : Meilleure performance mondiale de l'année (world leader) - WJR : Record du monde junior (world junior record) - WR : Record du monde (world record) Circonstances et Conditions - DNF : N'a pas terminé (did not finish) - DNS : N'a pas pris le départ (did not start) - DQ : Disqualification (disqualification) - NM : Aucun essai valable enregistré (No Mark) - Q : Qualifié « directement » au prochain tour (ou à la prochaine compétition), lors d'une compétition majeure, grâce au classement ou à la réalisation des minima (automatic qualifier) - q : Qualifié au prochain tour (ou à la prochaine compétition), lors d'une compétition majeure, grâce au repêchage ou à la réalisation de l'une des meilleures performances parmi celles des « non qualifiés directement » (grâce au meilleur temps ou à la meilleure distance par exemple) (secondary qualifier) |            |                            |       |                           |       |                               |       |

## Classement général
- Classement final[1] :

| Rang | Athlète           | Points |
| ---- | ----------------- | ------ |
| 1    | David Greene      | 16     |
| 2    | Javier Culson     | 15     |
| 3    | Cornel Fredericks | 4      |